# یی سیلینگ
یی سیلینگ (چینی: 易思玲; پین‌یین: Yì Sīlíng؛ زادهٔ ۶ مهٔ ۱۹۸۹) یک تیرانداز زن چینی است. او تیراندازی را در سال ۲۰۰۷ آغاز کرد و اولین حضور بین‌المللیش در سال ۲۰۰۹ بود. در سال ۲۰۱۰ او برندهٔ مسابقات قهرمانی جهان در تفنگ بادی ۱۰ متر شد. هم‌چنین در المپیک لندن اولین مدال طلای مسابقات را در رشتهٔ تفنگ ۱۰ متر به دست آورد.